# Drauzou
Le Drauzou est une rivière du département Lot, en France affluent du Célé sous-affluent du Lot donc sous-affluent de la Garonne.

## Géographie
De 22,6 km de longueur, le Drauzou prend sa source sur la commune de Labathude dans le département du Lot et se jette dans le Célé sur la commune de Camboulit.

### Communes et cantons traversées
- Lot : Lacapelle-Marival, Saint-Maurice-en-Quercy, Labathude, Saint-Bressou, Fourmagnac, Sainte-Colombe, Cardaillac, Camburat, Figeac, Lissac-et-Mouret, Camboulit.

## Principaux affluents
- Ruisseau de Lascombelles : 2,5 km
- Ruisseau de Murat  : 2,5 km
- Ruisseau de Pont de Mol : 7,1 km
- Ruisseau de la Dourmelle : 6 km
- Ruisseau de Pradelle : 4,7 km
- Le Maury : 2,3 km

## Culture
Le Drauzou est apparu dans un film documentaire réalisé par Achill Robert. Intitulé Le Drauzou, la pêche aux fantômes, ce film éponyme retrace la vie autour du ruisseau de 1945 à 2024, à travers les témoignages de personnes ayant vécu à proximité. Il dresse également un état des lieux de la rivière et de sa biodiversité, mêlant mémoire locale et regard environnemental.